# Étoile filante de Ouagadougou
 (juillet 2017).
Si vous disposez d'ouvrages ou d'articles de référence ou si vous connaissez des sites web de qualité traitant du thème abordé ici, merci de compléter l'article en donnant les références utiles à sa vérifiabilité et en les liant à la section « Notes et références ».
Maillots
Actualités
L'Étoile filante de Ouagadougou est un club burkinabé de football basé à Ouagadougou. 
Le club a remporté le championnat du Burkina Faso à treize reprises, ce qui constitue un record, à égalité avec l'ASFA Yennenga.

## Histoire
L'Etoile Filante de Ouagadougou a été créée en 1955 par El Hadj Oumarou Kouanda. 
L'EFO est l'un des clubs les plus populaires du Burkina. Il a réalisé son premier doublé Coupe-Championnat en 1988.  

## Palmarès
- Championnat du Burkina Faso (13)
  - Champion : 1962, 1965, 1985, 1986, 1988, 1990, 1991, 1992, 1993, 1994, 2001, 2008, 2014

- Coupe du Burkina Faso (23)
  - Vainqueur : 1963, 1964, 1965, 1970, 1972, 1975, 1976, 1985, 1988, 1990, 1992, 1993, 1996, 1999, 2000, 2001, 2003, 2006, 2008, 2011, 2017, 2023 et 2024

- Supercoupe du Burkina Faso (7)
  - Vainqueur : 1994, 1996, 1999, 2003, 2006, 2011, 2017
  - Finaliste : 1993, 1998, 2000, 2001, 2008, 2014, 2024.

## Anciens joueurs
- Charles Kaboré
- Bakary Koné
- Issouf Ouattara
- Kassoum Ouédraogo
- Alban Lafont
- Moumouni Dagano
- Issoufou Dayo
- Paul Koulibaly
- Pan Pierre Koulibaly
- Toussaint Natama
- Issouf Paro
- Firmin Sanou
- Yousfou Sawadogo
- Mamadou Tall
- Amadou Tidiane Tall
- Moussa Yedan
- Saidou Idrissa

## Anciens entraîneurs
- 2003 :  Louis Watunda
- Rachid Cherradi